# Masami Tachikawa
Masami Tachikawa (16 de novembro de 1980) é uma basquetebolista profissional japonesa.

## Carreira
Masami Tachikawa integrou a Seleção Japonesa de Basquetebol Feminino, em Atenas 2004, que terminou na décima posição.